# Joseph Wolf
Pour les articles homonymes, voir Wolf.
Joseph Wolf (22 janvier 1820 - 20 avril 1899) est un artiste britannique.

## Biographie

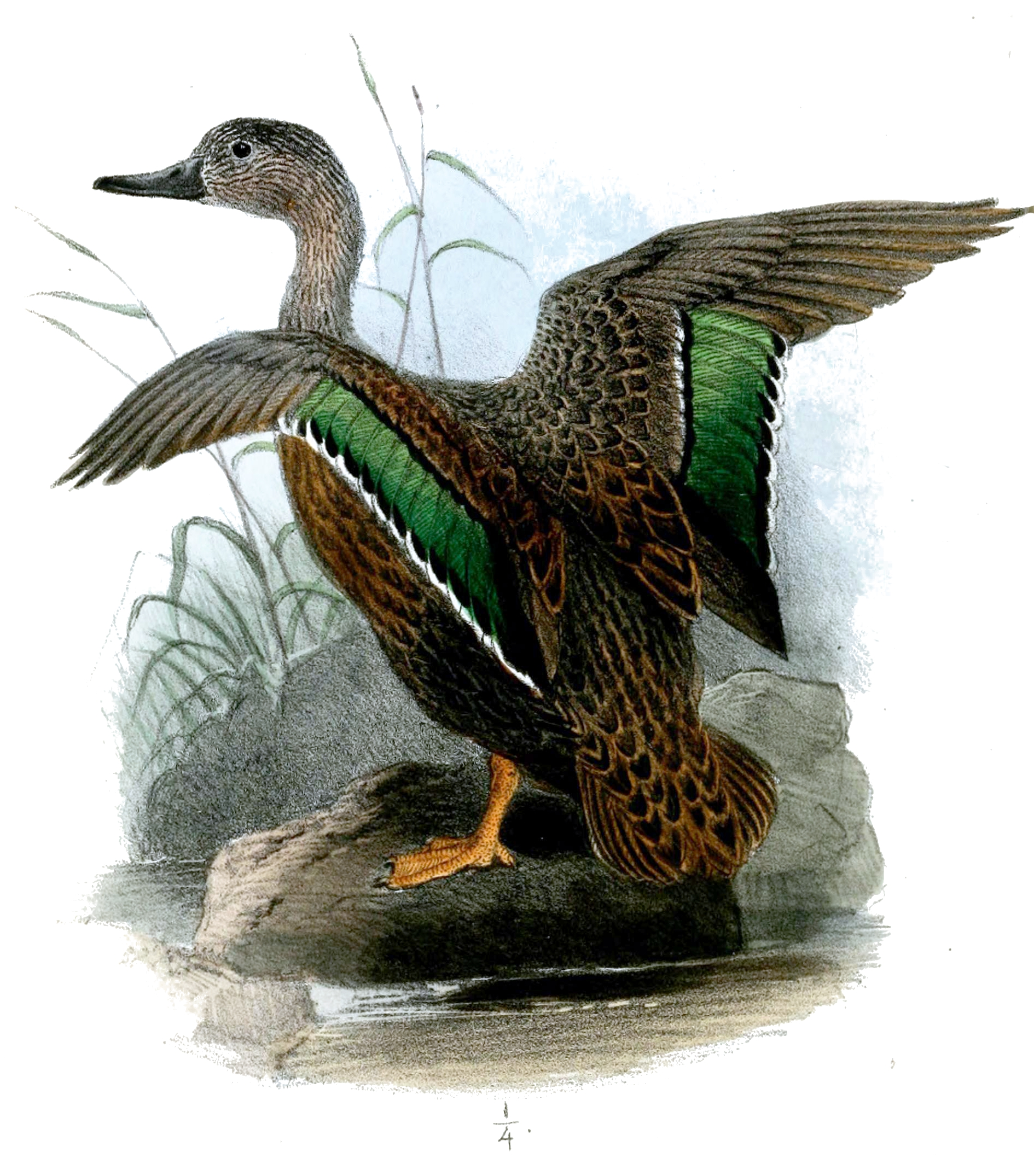
Anas melleri

Fils d'un fermier, Joseph Wolf est né à Mörz, à proximité de Münstermaifeld et de la rivière Moselle dans la région d'Eifel. Pendant son enfance, il étudie avec un vif intérêt la vie des oiseaux et des animaux, montrant des capacités remarquables pour dessiner les sujets en histoire naturelle. À seize ans, il va à Coblence travailler pour une compagnie de lithographie, puis en 1840 il part à Francfort où il illustre les oiseaux du nord-est de l'Afrique (Birds of Northeast Africa) de Eduard Rüppell (1794-1884). Il se rend ensuite à Darmstadt où il travaille pour le directeur du musée d'histoire naturelle, Johann Jakob Kaup (1803-1873). Son talent est alors reconnu par Hermann Schlegel (1804-1884) du musée de Leyde, qui l'embauche comme illustrateur.
En 1848 il part pour Londres où il travaille au British Museum en illustrant les Genres des oiseaux (Genera of Birds) de George Robert Gray (1808-1872). Il reste à Londres jusqu'à sa mort. Il fait de nombreux dessins pour la Zoological Society of London et de très nombreuses illustrations pour des livres d'histoire naturelle et de voyages. Il rencontre un succès considérable comme peintre.